# Qishui
Qishui (kinesiska: 企水) är en köping i sydöstra Kina. Den ligger i Leizhou i staden Zhanjiang i provinsen Guangdong, omkring 450 kilometer sydväst om provinshuvudstaden Guangzhou. Antalet invånare är 41 907. Befolkningen består av 20 576 kvinnor och 21 331 män. Barn under 15 år utgör 26,0 %, vuxna 15-64 år 63 %, och äldre över 65 år 9,0 %.